# Manuel Camacho
Manuel Camacho Meléndez (6 d'abril de 1929 - 24 de setembre de 2008) fou un futbolista mexicà.

## Selecció de Mèxic
Va formar part de l'equip mexicà a la Copa del Món de 1958.